# Trinidad Huerta Caturla
Trinidad Huerta Caturla   (Oriola, 8 de juny de 1800 - París, 18 de juny de 1874), el seu segon cognom apareix escrit de formes distintes, segons les fonts: Catahuela o Catauela o Catavela, (Oriola, Alacant, 8 de juny de 1804 - París, 1875), fou un guitarrista valencià.
Educat a Salamanca, estudià música en el col·legi de Sant Pau, mostrant des de la infància un talent excepcional per a la guitarra. El seu geni aventurer, rebel a tota disciplina, el feu abandonar aviat els estudis, i en possessió d'una tècnica formidable, més instintiva que metoditzada, abandonà molt jove Espanya per establir-se a París vers l'any 1820. Allà va fer amistat amb el cèlebre Manuel García (Manuel del Pópulo Vicente García) donant-se a conèixer en diversos concerts que li granejaren l'admiració general. Des de París marxà a Amèrica corregent en triomf els Estats Units, on realitzà una verdadera fortuna, que, segons sembla, dilapidava bojament en plaers i empreses fantàstiques. Més tard passà a l'Havana i després retornà a Espanya, detenint-se una llarga temporada a Londres, que el va rebre amb un insòlit entusiasme.
Els artistes de més relleu de l'època, entre ells La Pasta, Lablache, Moscheles, així com les persones de més relleu en la cort, sense exceptuar l'hereva al tron, la llavors princesa Victòria, eren fervorosos admiradors del concertista espanyol i assidus concurrents als seus concerts. D'haver romàs Huerta Caturla alguns anys a Londres, on assolí posar de moda en l'alta societat l'instrument típic espanyol, és indubtable que hagués aconseguit consolidar de forma definitiva la seva posició artística i econòmica; però empès per l'impuls irresistible de renovar les seves impressions, impuls que el dominà tota la seva vida, s'encaminà als països d'orient, arribant a fer sonar la seva guitarra inclús en la mística Jerusalem i al peu dels murs del vell Bizanci, en una romàntica gira empresa per la senyora Montefiori, cunyada del famós banquer Rothschild.
De tornada a París el 1830 entaulà estreta amistat amb G. Rossini, N. Paganini i Victor Hugo i altres notabilitats d'aquell temps que elogiaven sense mesura els mèrits del guitarrista valencià. Huerta Caturla visità espanya el 1833, fent concerts a Madrid, Barcelona, València i altres capitals, tornant després a l'estranger, on va romandre fins a la seva mort.
Respecte a l'art d'aquest singular artista, un dels més celebrats de la gran època romàntica, se sap que fou molt discutit per altres cèlebres professionals de la guitarra. El gran Sors l'anomenava sublim barber, i Aguado deia que profanava l'instrument. Pel contrari, Soriano Fuertes el lloava, i malgrat que no desconeixia que en general les seves interpretacions denunciaven la manca de coneixements harmònics, considerava Huerta Caturla com un tècnic formidable i un executant dotat de verdader poder de suggestió.